# Список астероїдів (4001—4100)
| Назва                                      | Тимчасове позначення | Дата відкриття    | Місце відкриття                     | Відкривач                                              |
| ------------------------------------------ | -------------------- | ----------------- | ----------------------------------- | ------------------------------------------------------ |
| 4001 Птолемей (Ptolemaeus)                 | 1949 PV              | 2 серпня 1949     | Обсерваторія Гейдельберг-Кеніґштуль | К. В. Райнмут                                          |
| 4002 Сінаґава (Shinagawa)                  | 1950 JB              | 14 травня 1950    | Обсерваторія Гейдельберг-Кеніґштуль | К. В. Райнмут                                          |
| 4003 Шуман (Schumann)                      | 1964 ED              | 8 березня 1964    | Обсерваторія Карла Шварцшильда      | Ф. Бернґен                                             |
| 4004 Лістьєв (Listʹev)                     | 1971 SN1             | 16 вересня 1971   | КрАО                                | КрАО                                                   |
| 4005 Дягілєв (Dyagilev)                    | 1972 TC2             | 8 жовтня 1972     | КрАО                                | Журавльова Людмила Василівна                           |
| 4006 Сандлер (Sandler)                     | 1972 YR              | 29 грудня 1972    | КрАО                                | Смирнова Тамара Михайлівна                             |
| 4007 Euryalos                              | 1973 SR              | 19 вересня 1973   | Паломарська обсерваторія            | К. Й. ван Гаутен, І. ван Гаутен-Ґроневельд, Т. Герельс |
| 4008 Корбін (Corbin)                       | 1977 BY              | 22 січня 1977     | Астрономічний комплекс Ель-Леонсіто | Обсерваторія Фелікса Аґілара                           |
| 4009 Дробишевський (Drobyshevskij)         | 1977 EN1             | 13 березня 1977   | КрАО                                | Черних Микола Степанович                               |
| 4010 Нікольський (Nikolʹskij)              | 1977 QJ2             | 21 серпня 1977    | КрАО                                | Черних Микола Степанович                               |
| 4011 Бахарєв (Bakharev)                    | 1978 SC6             | 28 вересня 1978   | КрАО                                | Черних Микола Степанович                               |
| 4012 Ґебалле (Geballe)                     | 1978 VK9             | 7 листопада 1978  | Паломарська обсерваторія            | Е. Гелін, Ш. Дж. Бас                                   |
| 4013 Огіріа (Ogiria)                       | 1979 OM15            | 21 липня 1979     | КрАО                                | Черних Микола Степанович                               |
| 4014 Хайцман (Heizman)                     | 1979 SG10            | 28 вересня 1979   | КрАО                                | Черних Микола Степанович                               |
| 4015 Вілсон-Гаррінгтон (Wilson-Harrington) | 1979 VA              | 15 листопада 1979 | Паломарська обсерваторія            | Елеанор Ф. Хелін                                       |
| 4016 Самбр (Sambre)                        | 1979 XK              | 15 грудня 1979    | Обсерваторія Ла-Сілья               | Анрі Дебеонь, Едґар Нетто                              |
| 4017 Діснея (Disneya)                      | 1980 DL5             | 21 лютого 1980    | КрАО                                | Карачкіна Людмила Георгіївна                           |
| 4018 Братислава (Bratislava)               | 1980 YM              | 30 грудня 1980    | Обсерваторія Клеть                  | Антонін Мркос                                          |
| 4019 Клаветер (Klavetter)                  | 1981 EK14            | 1 березня 1981    | Обсерваторія Сайдинг-Спрінг         | Ш. Дж. Бас                                             |
| 4020 Домінік (Dominique)                   | 1981 ET38            | 1 березня 1981    | Обсерваторія Сайдинг-Спрінг         | Ш. Дж. Бас                                             |
| 4021 Денсі (Dancey)                        | 1981 QD2             | 30 серпня 1981    | Станція Андерсон-Меса               | Едвард Бовелл                                          |
| 4022 Нонна (Nonna)                         | 1981 TL4             | 8 жовтня 1981     | КрАО                                | Черних Людмила Іванівна                                |
| 4023 Ярнік (Jarnik)                        | 1981 UN              | 25 жовтня 1981    | Обсерваторія Клеть                  | Ладіслав Брожек                                        |
| 4024 Ронан (Ronan)                         | 1981 WQ              | 24 листопада 1981 | Станція Андерсон-Меса               | Едвард Бовелл                                          |
| 4025 Рідлі (Ridley)                        | 1981 WU              | 24 листопада 1981 | Станція Андерсон-Меса               | Едвард Бовелл                                          |
| 4026 Біт (Beet)                            | 1982 BU1             | 30 січня 1982     | Станція Андерсон-Меса               | Едвард Бовелл                                          |
| 4027 Міттон (Mitton)                       | 1982 DN              | 21 лютого 1982    | Станція Андерсон-Меса               | Едвард Бовелл                                          |
| 4028 Панкрац (Pancratz)                    | 1982 DV2             | 18 лютого 1982    | Сокорро (Нью-Мексико)               | Лоренс Тафф                                            |
| 4029 Бріджес (Bridges)                     | 1982 KC1             | 24 травня 1982    | Паломарська обсерваторія            | Керолін Шумейкер                                       |
| 4030 Архенголд (Archenhold)                | 1984 EO1             | 2 березня 1984    | Обсерваторія Ла-Сілья               | Анрі Дебеонь                                           |
| 4031 Мюллер (Mueller)                      | 1985 CL              | 12 лютого 1985    | Паломарська обсерваторія            | Керолін Шумейкер                                       |
| 4032 Чаплигін (Chaplygin)                  | 1985 UT4             | 22 жовтня 1985    | КрАО                                | Журавльова Людмила Василівна                           |
| 4033 Яцуґатаке (Yatsugatake)               | 1986 FA              | 16 березня 1986   | Кобусізава                          | Масару Іноуе, Осаму Мурамацу                           |
| 4034 Vishnu                                | 1986 PA              | 2 серпня 1986     | Паломарська обсерваторія            | Е. Гелін                                               |
| 4035 1986 WD                               | 1986 WD              | 22 листопада 1986 | Тойота                              | Кендзо Судзукі, Такеші Урата                           |
| 4036 Вайтхаус (Whitehouse)                 | 1987 DW5             | 21 лютого 1987    | Обсерваторія Ла-Сілья               | Анрі Дебеонь                                           |
| 4037 Ікея (Ikeya)                          | 1987 EC              | 2 березня 1987    | Тойота                              | Кендзо Судзукі, Такеші Урата                           |
| 4038 Христина (Kristina)                   | 1987 QH2             | 21 серпня 1987    | Обсерваторія Ла-Сілья               | Ерік Вальтер Ельст                                     |
| 4039 Сосекі (Souseki)                      | 1987 SH              | 17 вересня 1987   | Обсерваторія Ґейсей                 | Тсутому Секі                                           |
| 4040 Перселл (Purcell)                     | 1987 SN1             | 21 вересня 1987   | Станція Андерсон-Меса               | Едвард Бовелл                                          |
| 4041 Міямотойохко (Miyamotoyohko)          | 1988 DN1             | 19 лютого 1988    | YGCO (станція Тійода)               | Такуо Кодзіма                                          |
| 4042 Охотськ (Okhotsk)                     | 1989 AT1             | 15 січня 1989     | Обсерваторія Кітамі                 | Кін Ендате, Кадзуро Ватанабе                           |
| 4043 Перолоф (Perolof)                     | 1175 T-3             | 17 жовтня 1977    | Паломарська обсерваторія            | К. Й. ван Гаутен, І. ван Гаутен-Ґроневельд, Т. Герельс |
| 4044 Ерікгоґ (Erikhog)                     | 5142 T-3             | 16 жовтня 1977    | Паломарська обсерваторія            | К. Й. ван Гаутен, І. ван Гаутен-Ґроневельд, Т. Герельс |
| 4045 Ловенграб (Lowengrub)                 | 1953 RG              | 9 вересня 1953    | Обсерваторія Ґете Лінка             | Університет Індіани                                    |
| 4046 Свейн (Swain)                         | 1953 TV              | 7 жовтня 1953     | Обсерваторія Ґете Лінка             | Університет Індіани                                    |
| 4047 Чан'Е (Chang'E)                       | 1964 TT2             | 8 жовтня 1964     | Обсерваторія Цзицзіньшань           | Обсерваторія Червона Гора                              |
| 4048 Семвестфолл (Samwestfall)             | 1964 UC              | 30 жовтня 1964    | Обсерваторія Ґете Лінка             | Університет Індіани                                    |
| 4049 Норагаль (Noragalʹ)                   | 1973 QD2             | 31 серпня 1973    | КрАО                                | Смирнова Тамара Михайлівна                             |
| 4050 Мібейлі (Mebailey)                    | 1976 SF              | 20 вересня 1976   | Обсерваторія Квістаберг             | Клаес-Інґвар Лаґерквіст, Ганс Рікман                   |
| 4051 Хатанака (Hatanaka)                   | 1978 VP              | 1 листопада 1978  | Коссоль                             | Коїтіро Томіта                                         |
| 4052 Кровізьє (Crovisier)                  | 1981 DP2             | 28 лютого 1981    | Обсерваторія Сайдинг-Спрінг         | Ш. Дж. Бас                                             |
| 4053 Черкасов (Cherkasov)                  | 1981 TQ1             | 2 жовтня 1981     | КрАО                                | Журавльова Людмила Василівна                           |
| 4054 Турнов (Turnov)                       | 1983 TL              | 5 жовтня 1983     | Обсерваторія Клеть                  | Антонін Мркос                                          |
| 4055 Magellan                              | 1985 DO2             | 24 лютого 1985    | Паломарська обсерваторія            | Е. Гелін                                               |
| 4056 Тімварнер (Timwarner)                 | 1985 FZ1             | 22 березня 1985   | Станція Андерсон-Меса               | Едвард Бовелл                                          |
| 4057 Demophon                              | 1985 TQ              | 15 жовтня 1985    | Станція Андерсон-Меса               | Едвард Бовелл                                          |
| 4058 Сесілґрін (Cecilgreen)                | 1986 JV              | 4 травня 1986     | Станція Андерсон-Меса               | Едвард Бовелл                                          |
| 4059 Бальдер (Balder)                      | 1987 SB5             | 29 вересня 1987   | Обсерваторія Брорфельде             | Поуль Єнсен                                            |
| 4060 Deipylos                              | 1987 YT1             | 17 грудня 1987    | Обсерваторія Ла-Сілья               | Ерік Вальтер Ельст, Ґвідо Пізарро                      |
| 4061 Мартеллі (Martelli)                   | 1988 FF3             | 19 березня 1988   | Обсерваторія Ла-Сілья               | В. Феррері                                             |
| 4062 Скіапареллі (Schiaparelli)            | 1989 BF              | 28 січня 1989     | Обсерваторія Сан-Вітторе            | Обсерваторія Сан-Вітторе                               |
| 4063 Euforbo                               | 1989 CG2             | 1 лютого 1989     | Обсерваторія Сан-Вітторе            | Обсерваторія Сан-Вітторе                               |
| 4064 Марджор (Marjorie)                    | 2126 P-L             | 24 вересня 1960   | Паломарська обсерваторія            | К. Й. ван Гаутен, І. ван Гаутен-Ґроневельд, Т. Герельс |
| 4065 Meinel                                | 2820 P-L             | 24 вересня 1960   | Паломарська обсерваторія            | К. Й. ван Гаутен, І. ван Гаутен-Ґроневельд, Т. Герельс |
| 4066 Гаапавесі (Haapavesi)                 | 1940 RG              | 7 вересня 1940    | Турку                               | Гейккі Алікоскі                                        |
| 4067 Міхельсон (Mikhelʹson)                | 1966 TP              | 11 жовтня 1966    | КрАО                                | Черних Микола Степанович                               |
| 4068 Menestheus                            | 1973 SW              | 19 вересня 1973   | Паломарська обсерваторія            | К. Й. ван Гаутен, І. ван Гаутен-Ґроневельд, Т. Герельс |
| 4069 Блакі (Blakee)                        | 1978 VL7             | 7 листопада 1978  | Паломарська обсерваторія            | Е. Гелін, Ш. Дж. Бас                                   |
| 4070 Розов (Rozov)                         | 1980 RS2             | 8 вересня 1980    | КрАО                                | Журавльова Людмила Василівна                           |
| 4071 Ростовдон (Rostovdon)                 | 1981 RD2             | 7 вересня 1981    | КрАО                                | Карачкіна Людмила Георгіївна                           |
| 4072 Яйої (Yayoi)                          | 1981 UJ4             | 30 жовтня 1981    | Обсерваторія Кісо                   | Хірокі Косаї, Кіїтіро Фурукава                         |
| 4073 Жуйаньчжунсюе (Ruianzhongxue)         | 1981 UE10            | 23 жовтня 1981    | Обсерваторія Цзицзіньшань           | Обсерваторія Червона Гора                              |
| 4074 Шарков (Sharkov)                      | 1981 UN11            | 22 жовтня 1981    | КрАО                                | Черних Микола Степанович                               |
| 4075 Свиридов (Sviridov)                   | 1982 TL1             | 14 жовтня 1982    | КрАО                                | Карачкіна Людмила Георгіївна                           |
| 4076 Дорффель (Dorffel)                    | 1982 UF4             | 19 жовтня 1982    | Обсерваторія Карла Шварцшильда      | Ф. Бернґен                                             |
| 4077 Асука (Asuka)                         | 1982 XV1             | 13 грудня 1982    | Обсерваторія Кісо                   | Хірокі Косаї, Кіїтіро Фурукава                         |
| 4078 Поласкіс (Polakis)                    | 1983 AC              | 9 січня 1983      | Станція Андерсон-Меса               | Браян Скіфф                                            |
| 4079 Бріттен (Britten)                     | 1983 CS              | 15 лютого 1983    | Станція Андерсон-Меса               | Едвард Бовелл                                          |
| 4080 Галинський (Galinskij)                | 1983 PW              | 4 серпня 1983     | КрАО                                | Карачкіна Людмила Георгіївна                           |
| 4081 Тіппетт (Tippett)                     | 1983 RC2             | 14 вересня 1983   | Станція Андерсон-Меса               | Едвард Бовелл                                          |
| 4082 Суонн (Swann)                         | 1984 SW3             | 27 вересня 1984   | Паломарська обсерваторія            | Керолін Шумейкер                                       |
| 4083 Джоді (Jody)                          | 1985 CV              | 12 лютого 1985    | Паломарська обсерваторія            | Керолін Шумейкер                                       |
| 4084 Холіс (Hollis)                        | 1985 GM              | 14 квітня 1985    | Станція Андерсон-Меса               | Едвард Бовелл                                          |
| 4085 Вейр (Weir)                           | 1985 JR              | 13 травня 1985    | Паломарська обсерваторія            | Керолін Шумейкер                                       |
| 4086 Podalirius                            | 1985 VK2             | 9 листопада 1985  | КрАО                                | Журавльова Людмила Василівна                           |
| 4087 Пярт (Part)                           | 1986 EM1             | 5 березня 1986    | Станція Андерсон-Меса               | Едвард Бовелл                                          |
| 4088 Беґґесен (Baggesen)                   | 1986 GG              | 3 квітня 1986     | Обсерваторія Брорфельде             | Поуль Єнсен                                            |
| 4089 Ґалбрайт (Galbraith)                  | 1986 JG              | 2 травня 1986     | Паломарська обсерваторія            | Паломарська обсерваторія                               |
| 4090 Рісегвезд (Risehvezd)                 | 1986 RH1             | 2 вересня 1986    | Обсерваторія Клеть                  | Антонін Мркос                                          |
| 4091 Лове (Lowe)                           | 1986 TL2             | 7 жовтня 1986     | Станція Андерсон-Меса               | Едвард Бовелл                                          |
| 4092 Тюр (Tyr)                             | 1986 TJ4             | 8 жовтня 1986     | Обсерваторія Брорфельде             | Поуль Єнсен                                            |
| 4093 Беннетт (Bennett)                     | 1986 VD              | 4 листопада 1986  | Обсерваторія Сайдинг-Спрінг         | Роберт Макнот                                          |
| 4094 Аошіма (Aoshima)                      | 1987 QC              | 26 серпня 1987    | Шідзуока                            | М. Кідзава, В. Какеї                                   |
| 4095 Ісідзутісан (Ishizuchisan)            | 1987 SG              | 16 вересня 1987   | Обсерваторія Ґейсей                 | Тсутому Секі                                           |
| 4096 Кусіро (Kushiro)                      | 1987 VC              | 15 листопада 1987 | Обсерваторія Кушіро                 | Сейджі Уеда, Хіроші Канеда                             |
| 4097 Цуруґісан (Tsurugisan)                | 1987 WW              | 18 листопада 1987 | Обсерваторія Ґейсей                 | Тсутому Секі                                           |
| 4098 Тран (Thraen)                         | 1987 WQ1             | 26 листопада 1987 | Обсерваторія Карла Шварцшильда      | Ф. Бернґен                                             |
| 4099 Віґґінс (Wiggins)                     | 1988 AB5             | 13 січня 1988     | Обсерваторія Ла-Сілья               | Анрі Дебеонь                                           |
| 4100 Суміко (Sumiko)                       | 1988 BF              | 16 січня 1988     | Окутама                             | Цуному Хіокі, Нобухіро Кавасато                        |

| Астероїди 1—10000 → |           |           |           |           |           |           |           |           |            |
| 1—100               | 1001—1100 | 2001—2100 | 3001—3100 | 4001—4100 | 5001—5100 | 6001—6100 | 7001—7100 | 8001—8100 | 9001—9100  |
| 101—200             | 1101—1200 | 2101—2200 | 3101—3200 | 4101—4200 | 5101—5200 | 6101—6200 | 7101—7200 | 8101—8200 | 9101—9200  |
| 201—300             | 1201—1300 | 2201—2300 | 3201—3300 | 4201—4300 | 5201—5300 | 6201—6300 | 7201—7300 | 8201—8300 | 9201—9300  |
| 301—400             | 1301—1400 | 2301—2400 | 3301—3400 | 4301—4400 | 5301—5400 | 6301—6400 | 7301—7400 | 8301—8400 | 9301—9400  |
| 401—500             | 1401—1500 | 2401—2500 | 3401—3500 | 4401—4500 | 5401—5500 | 6401—6500 | 7401—7500 | 8401—8500 | 9401—9500  |
| 501—600             | 1501—1600 | 2501—2600 | 3501—3600 | 4501—4600 | 5501—5600 | 6501—6600 | 7501—7600 | 8501—8600 | 9501—9600  |
| 601—700             | 1601—1700 | 2601—2700 | 3601—3700 | 4601—4700 | 5601—5700 | 6601—6700 | 7601—7700 | 8601—8700 | 9601—9700  |
| 701—800             | 1701—1800 | 2701—2800 | 3701—3800 | 4701—4800 | 5701—5800 | 6701—6800 | 7701—7800 | 8701—8800 | 9701—9800  |
| 801—900             | 1801—1900 | 2801—2900 | 3801—3900 | 4801—4900 | 5801—5900 | 6801—6900 | 7801—7900 | 8801—8900 | 9801—9900  |
| 901—1000            | 1901—2000 | 2901—3000 | 3901—4000 | 4901—5000 | 5901—6000 | 6901—7000 | 7901—8000 | 8901—9000 | 9901—10000 |